# Pjotr Iljitsch Worobjow
Pjotr Iljitsch Worobjow (russisch Пётр Ильич Воробьёв; * 28. Januar 1949 in Moskau, Russische SFSR) ist ein ehemaliger sowjetisch-russischer Eishockeyspieler und derzeitiger  -trainer. Sein Sohn Ilja Worobjow war ebenfalls ein Eishockeyspieler.

## Karriere
Als Spieler des Dinamo Kiew begann Pjotr Worobjow seine Karriere zur Saison 1967/68. Später wechselte er zum Ligarivalen Dinamo Riga. Dort beendete er 1979 seine Spielerlaufbahn und wandte sich der Tätigkeit als Eishockeytrainer zu. Insgesamt bestritt er 205 Partien in der sowjetischen Eliteklasse und schoss dabei 120 Tore.
Seine Trainerlaufbahn begann er 1980 bei Latvijas Bērzs, bevor er zwischen 1982 und 1989 Assistenz- und von 1989 bis 1990 Cheftrainer von Dinamo Riga war. Danach ging er zum HK Dynamo Moskau, wo er von 1990 bis 1992 Assistenz- und in der Saison 1992/93 Cheftrainer war. 1993 wurde mit dem Moskauer Verein russischer Meister. Von 1994 bis 1996 trainierte er die Frankfurt Lions. 1996 wurde er von Lokomotive Jaroslawl unter Vertrag genommen, wo er bis 2001 verblieb und 1997 erneut russischer Meister wurde. Von 2001 bis 2006 war er Cheftrainer beim HK Lada Toljatti. 2005 gewann er die Vizemeisterschaft und 2006 den Continental Cup. 2006 übernahm er das Traineramt bei Chimik Moskowskaja Oblast und betreute parallel das lettische Nationalteam bei der Weltmeisterschaft 2006.
Für die Spielzeit 2007/08 wurde er von Torpedo Nischni Nowgorod verpflichtet. Von 2008 bis Februar 2010 war er wieder der Cheftrainer beim HK Lada Toljatti. Danach übernahm er erneut den Cheftrainerposten in Jaroslawl. Im Februar 2014 musste er sein Amt als Cheftrainer bei Lokomotive aus gesundheitlichen Gründen aufgeben.
Neben seiner Tätigkeit als Vereinstrainer gehörte er auch zum Trainerstab des russischen Eishockeyverbandes. Die Juniorennationalmannschaft betreute er bei mehreren Weltmeisterschaften und gewann dabei eine Gold-, zwei Silber- und eine Bronzemedaille. Zudem nahm er als Assistenztrainer der Herrenmannschaft an der Weltmeisterschaft 1993 und den Olympischen Winterspielen 1998 teil.

## Erfolge und Auszeichnungen
- 1993 Russischer Meister mit dem HK Dynamo Moskau
- 1997 Russischer Meister mit Lokomotive Jaroslawl
- 2005 Russischer Vizemeister mit dem HK Lada Toljatti
- 2006 IIHF-Continental-Cup-Gewinn mit dem HK Lada Toljatti

### International
- 1992 Goldmedaille bei der Junioren-Weltmeisterschaft
- 1993 Goldmedaille bei der Weltmeisterschaft (als Assistenztrainer)
- 1997 Bronzemedaille bei der Junioren-Weltmeisterschaft
- 1998 Silbermedaille bei der Junioren-Weltmeisterschaft
- 1998 Silbermedaille bei den Olympischen Winterspielen (als Assistenztrainer)
- 2000 Silbermedaille bei der U20-Junioren-Weltmeisterschaft